# يونغ مان كانغ
يونغ مان كانغ (هانغل: 강영만) هو مخرج أمريكي، ولد في 6 أبريل 1966 في كوريا الجنوبية.

## وصلات خارجية
- يونغ مان كانغ على موقع IMDb (الإنجليزية)
- يونغ مان كانغ على موقع ألو سيني (الفرنسية)
- يونغ مان كانغ على موقع أول موفي (الإنجليزية)
- يونغ مان كانغ على موقع قاعدة بيانات الفيلم (الإنجليزية)
- يونغ مان كانغ على موقع كينوبويسك (الروسية)